# Интермедия (музыка)
Интерме́дия (итал. intermedio. мн. ч. intermedi, от лат. inter и medium) — музыкально-театральный жанр, распространённый в XVI — XVII веках, особенно в Италии. Intermedi функционировали как развлекательные вставки к театральной пьесе (драме) — обычно на пасторальные и мифологические сюжеты — и зачастую даже не были связаны с пьесой, которую они «прослаивали».

## Очерк специфики
Первые интермедии зарегистрированы при дворе в Ферраре в конце XV века, где они исполнялись между актами в постановках античных комедий Плавта и Теренция.
Расцвет интермедии пришёлся на XVI век. С точки зрения музыкальной формы интермедия представляет собой тематическую сюиту из пьес самых разных жанров — от мадригалов и «симфоний» (небольших пьес для инструментального ансамбля) до масштабных многохорных композиций. Некоторые интермедии (особенно инструментальные) содержали балетные номера. Наиболее известны интермедии, написанные Кристофаном Мальвецци, Лукой Маренцио, Эмилио де Кавальери, Джованни Барди, Якопо Пери и другими итальянскими композиторами, для комедии Дж. Баргальи «La Pellegrina». Постановка пьесы с интермедиями была приурочена к пышному бракосочетанию герцога Фердинандо I и Кристины Лотарингской, состоявшемуся в мае 1589 года во Флоренции. Интермедии к этому событию включали сольные песни и инструментальные пьесы с участием (грандиозного по тем временам) состава из 60 певцов и 24 инструментов.
Итальянская интермедия, породившая подражания в разных странах Европы (в английской маске, во Франции XVII века под названием intermède), историками музыки расценивается как важнейшая подготовительная стадия оперы. Сохранившиеся рукописи и (немногие) раннепечатные издания интермедий рассматриваются также как важные свидетельства инструментовки в старинной музыке.